# Rosa Klebb
 (novembre 2021).
Si vous disposez d'ouvrages ou d'articles de référence ou si vous connaissez des sites web de qualité traitant du thème abordé ici, merci de compléter l'article en donnant les références utiles à sa vérifiabilité et en les liant à la section « Notes et références ».
La colonelle Rosa Klebb est un personnage de fiction créé dans le cadre de la saga littéraire puis cinématographique James Bond en 1957. Elle est interprétée par l'actrice autrichienne Lotte Lenya.

## Biographie fictive

### Dans le roman
Le colonel Rosa Klebb est un membre de haut rang de l'Agence de contre-espionnage soviétique SMERSH, où elle supervise le département n° 2 (opérations et exécutions). Il est fortement sous-entendu qu'elle est lesbienne[réf. nécessaire]. Elle jouit de la réputation de très bien mener les interrogatoires des agents ennemis, dans lesquels elle n'hésite pas à parler douceureusement à sa cible après l'avoir torturée, dans le but d'obtenir des informations.
Elle est affectée à mener une opération pour se venger de James Bond, en raison de son implication dans la mort de deux agents du SMERSH, Le Chiffre et Mr. Big. Collaborant avec Tov Kronsteen et Donald Grant, elle tend un piège à Bond, en enrôlant une commis au service de chiffrement, Tatiana Romanova, qui doit prétendre avoir trahi ses supérieurs pour l'amour de l'agent secret. Lorsque le plan fonctionnera, Grant devra le tuer. C'est pourtant un échec, puisque la jeune fille tombe réellement amoureuse de James Bond. Après que ce dernier a tué Grant, Rosa Klebb se voit obligée d'en finir elle-même avec l'agent.
James Bond suit Rosa Klebb à son hôtel, à Paris, où elle devait avoir rendez-vous avec Grant, une fois sa mission terminée. Il la trouve habillée comme une riche veuve. Après avoir échoué à l'éliminer avec une arme à feu cachée dans un téléphone, elle réussit à utiliser contre lui un poison, par le biais d'une lame de venin fugu cachée dans sa chaussure. Elle est ensuite capturée par un ami de Bond, René Mathis, qui travaille au Deuxième Bureau. Le roman se termine alors que James Bond tombe au sol. Le romancier, Ian Fleming avait alors l'intention de mettre fin à sa série littéraire en faisant ici « mourir » son héros. Pourtant, dans le roman suivant, Docteur No, M révèle que Bond a survécu à la suite d'une intervention de dernière minute de Mathis, et que Rosa Klebb a été tuée.

### Dans le film
Dans le film (1963), Rosa Klebb est représentée comme l'ancienne directrice du SMERSH qui a trahi l'URSS pour devenir membre du SPECTRE (son chef, Ernst Stavro Blofeld la désigne lui-même comme « N° 3 »). Elle utilise les plans de Tov Kronsteen (N° 5) pour obtenir le « Lektor », un dispositif de décodage que le SPECTRE compte revendre. Elle trompe une jeune fille qui croit travailler pour l'URSS, Tatiana Romanova en la forçant à voler le Lektor et envoie ensuite Grant tuer James Bond. Alors que ce dernier se bat avec Grant et le tue, Blofeld veut connaître le responsable de cet échec. Après le décès de Kronsteen, Klebb obtient une dernière chance pour tuer Bond et récupérer le Lektor. Dans l'hôtel vénitien de l'agent et de la désormais transfuge soviétique, Klebb, déguisée en femme de chambre, tente de voler le Lektor lorsqu'elle est repérée par Tatiana. Elle pointe alors une arme à feu sur Bond, mais Tatiana, maintenant amoureuse de l'agent, la désarme et amène Bond et Klebb à se combattre à mains nues. Comme dans le roman, elle tente de tuer Bond avec sa chaussure et son pic de poison, mais Bond bloque cette fois l'attaque avec une chaise. Tatiana, qui était à terre et a récupéré l'arme, tire sur elle et la tue.

## Postérité
- Rosa Klebb est une des inspirations (l'autre est Irma Bunt) du personnage de Frau Farbissina, dans la série Austin Powers.
- Les chaussures à lames de Rosa Klebb ont trouvé une postérité dans d'autres films. Elles ont été utilisées par Jade Fox dans Tigre et Dragon (2000), Ichi dans Ichi the Killer (2001), James West dans Wild Wild West (1999) et le Joker dans The Dark Knight : Le Chevalier noir (2008).
- Private Eye, une revue satirique britannique, caricature régulièrement la femme politique Margaret Beckett en la présentant sous les traits de Rosa Klebb.
- Dans le jeu vidéo GoldenEye 007, sorti en 2010, l'arme nommée « Klobb » dans le jeu originel (d'après le designer Ken Lobb) a vu son nom changé en « Klebb ».